# Acrotemnus
Acrotemnus es un género extinto de peces de la familia Pycnodontidae.

## Descripción
A. megafrendodon se conoce a partir de dientes aislados, el mayor de los cuales mide 1,75 cm (0,69 pulgadas) de ancho. Una comparación entre la proporción de dientes y tamaño corporal de parientes más conocidos como Coelodus saturnus, sugiere que A. megafrendodon podría haber alcanzado tamaños corporales comparativamente gigantescos, de más de 1 a 1,2 m (3,3 a 3,9 pies). Esto lo convertiría en uno de los picnodontos más grandes, especialmente considerando que la mayoría no supera los 25 cm (9,8 pulgadas) de longitud. Se estima que el espécimen parcial de A. cf. streckeri descrito en 2021 medía aproximadamente 1 m (3,3 pies) de longitud, lo que respalda estas estimaciones. Un registro fósil de A. faba se encuentra en el museo Británico de la ciudad de Londres, en Reino Unido.

## Tafonomía
En contraste, los ejemplares norteamericanos, como los dientes aislados de A. megafrendodon y los restos atribuidos a A. streckeri, se hallan en las formaciones Mancos Shale y Carlile Shale, las cuales corresponden a facies marinas epicontinentales de la Western Interior Seaway. La presencia de placas dentales desarticuladas en estos contextos sugiere una mayor exposición antes de su fosilización. Los registros del Benue Trough en Nigeria, aunque fragmentarios, indican condiciones tafonómicas similares, con restos transportados y afectados por diagénesis en ambientes subóxicos o parcialmente restringidos.